# Polygala illepida
Polygala illepida är en jungfrulinsväxtart som beskrevs av Ernst Meyer, William Henry Harvey och Sond.. Polygala illepida ingår i släktet jungfrulinssläktet, och familjen jungfrulinsväxter. Inga underarter finns listade i Catalogue of Life.